# Innanlandet
Innanlandet är en tidigare småort i Kalix kommun, Norrbottens län. Från 2015 ingår hela orten i Nyborgs tätort och småorten har upplösts.